# Volo Korean Air Cargo 6316
Il volo Korean Air Cargo 6316 (conosciuto anche come KAL6316 e KE6316) fu un volo gestito dalla Korean Air Cargo con partenza dall'aeroporto di Shanghai e destinazione Seul. Il 15 aprile 1999 il McDonnell Douglas MD-11 che stava operando sulla rotta (codice di registrazione HL7373) si schiantò poco dopo il decollo dall'Aeroporto di Shanghai-Hongqiao uccidendo i 3 membri dell'equipaggio e 5 persone a terra. Fu il secondo MD-11 a schiantarsi in sei mesi, è considerato il secondo schianto di un MD-11 più fatale, dietro al Volo Swissair 111.

## L'aereo
L'aereo in questione era un McDonnell Douglas MD-11 versione cargo con registrazione HL7373 e numero di serie 48409, alimentato da tre motori Pratt & Whitney PW4460. Costruito nel 1992 e consegnato a Korean Air in versione passeggeri il 24 marzo 1992, era stato poi convertito in versione cargo.

## L'incidente
Il volo decollò con 86 tonnellate di cargo alle 4:00 del mattino. L'equipaggio era composto dal comandante Hong Sung-Sil (54 anni) e il primo ufficiale Park Bon-suk (35 anni) e dall'ingegnere di bordo Park Byong-ki (48 anni). Dopo il decollo l'aeromobile venne autorizzato per una salita fino a 1500 metri (4900 piedi) dopo la quale il primo ufficiale avrebbe contattato Shanghai Departure.
L'aereo salì fino a 4500 piedi (1400 metri), il secondo ufficiale chiese al comandante se l'altezza autorizzata non fosse 1500 piedi (460 metri) pensando che l'aeromobile fosse 3000 piedi più alto. Il comandante iniziò così la discesa e alle 4:04 l'aereo divenne ingovernabile e cadde in una zona industriale di Xinzhuang a 10 chilometri sud-ovest dall'aeroporto di Shanghai. L'aereo si spezzò al suolo ed esplose uccidendo 5 lavoratori e l'equipaggio. L'impatto fu talmente violento che venne registrato dalla Shanghai Earthquake Administration che registrò, a causa dell'impatto, una scossa di magnitudo 1.6.

## Le indagini
Il 27 aprile 1999 le prime investigazioni rivelarono che non ci fu un'esplosione o un guasto meccanico prima dell'impatto. Nel giugno 2001 altre investigazione mostrarono che il primo ufficiale confuse 1500 metri (la quota assegnata) con 1500 piedi facendo così iniziare la discesa al comandante.